# 108 f.Kr.

## Händelser

### Efter plats

#### Romerska republiken
- Romerska styrkor under Caecilius Metellus besegrar Jugurthas av Numidien styrkor i slaget vid Muthul.

## Födda
- Lucius Sergius Catilina, romersk politiker